# Aeonium dodrantale

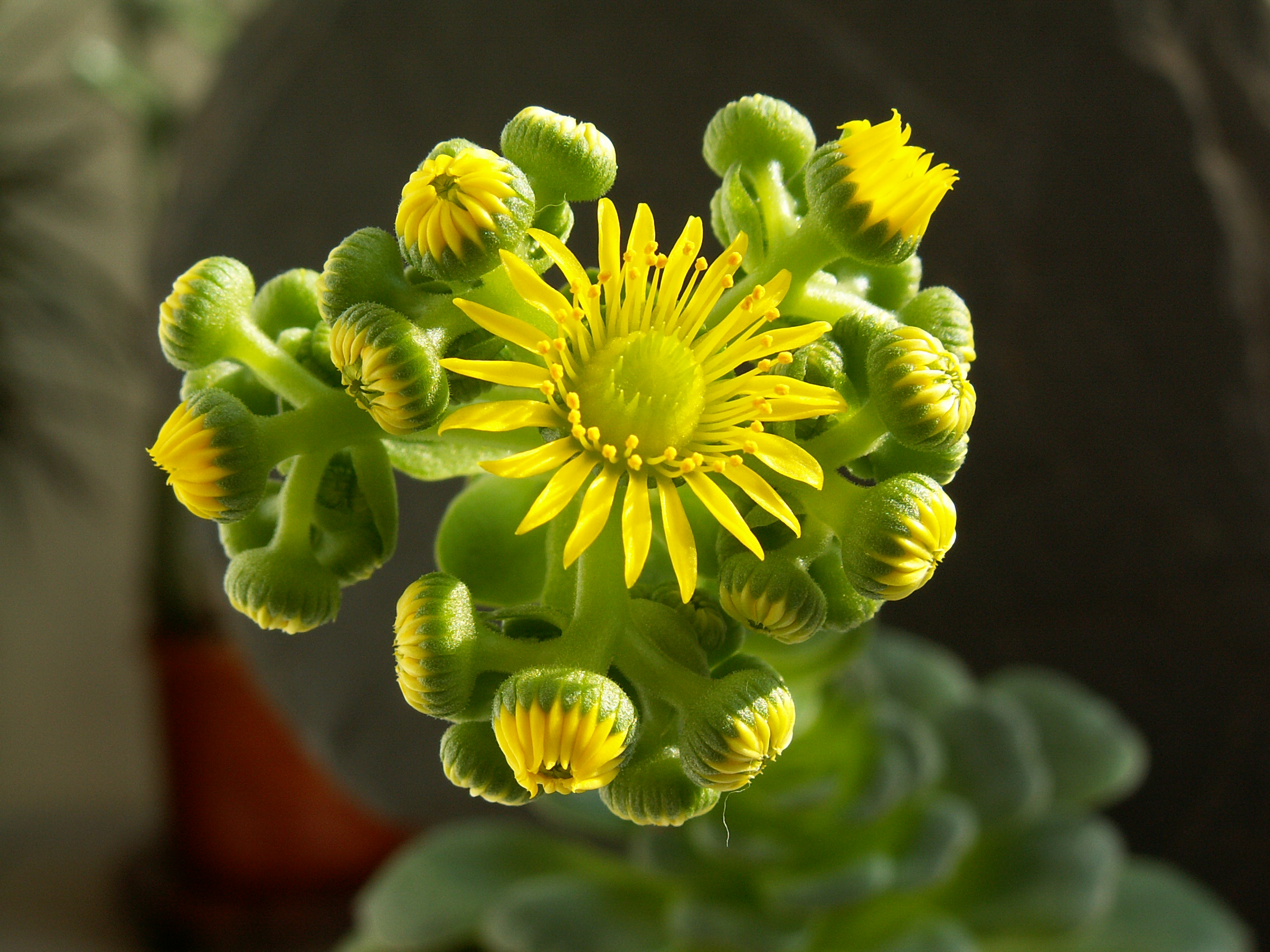
Blüten

Aeonium dodrantale ist eine Pflanzenart aus der Gattung Aeonium in der Familie der Dickblattgewächse (Crassulaceae).

## Beschreibung

### Vegetative Merkmale
Aeonium dodrantale wächst als mehrjährige, dicht sprossende Rosettenpflanze, die Ableger aus 2 bis 8 Zentimeter langen dünnen, glatten Trieben bildet. Die becherigen oder urnenförmigen Rosetten erreichen einen Durchmesser von 3 bis 6 Zentimeter und sind während der Trockenzeit eng geschlossen. Ihre Blätter sind auch während des Wachstums dicht gepackt. Die verkehrt eiförmig-spateligen, blassgrünen, bläulich überhauchten, anfangs sehr fein drüsighaarig, später kahlen Laubblätter sind 2 bis 3,5 Zentimeter lang, 1 bis 1,5 Zentimeter breit und 0,1 bis 0,2 Zentimeter dick. Zur Spitze hin sind sie gerundet oder gestutzt und sind oft ausgerandet. Die Basis ist breit keilförmig oder leicht verschmälert. Der Blattrand ist durchscheinend.

### Generative Merkmale
Der flachgipfelige Blütenstand weist eine Länge von 3 bis 6 Zentimeter und eine Breite von 5 bis 10 Zentimeter auf. Der dicht beblätterte Blütenstandsstiel ist 10 bis 25 Zentimeter lang. Die 18- bis 23-zähligen Blüten stehen an einem 2 bis 4 Millimeter langen, drüsig-flaumhaarigen Blütenstiel. Ihre Kelchblätter sind drüsig-flaumhaarig. Die tiefgelben, verkehrt lanzettlichen Kronblätter sind 6 bis 7 Millimeter lang und 1 bis 1,5 Millimeter breit. Die Staubfäden sind kahl.

## Systematik und Verbreitung
Aeonium dodrantale ist im Osten und Westen auf Teneriffa in Höhen von 150 bis 1200 Metern verbreitet.
Die Erstbeschreibung als Sempervivum dodrantale durch Carl Ludwig von Willdenow wurde 1809 veröffentlicht. Theodorus Hendrikus Maria Mes stellte die Art 1995 in die Gattung Aeonium.
Ein nomenklatorisches Synonym ist Greenovia dodrantalis (Willd.) Webb & Berthel. (1841).

## Nachweise